# Klopačka
Klopačka (803m) – szczyt w Starohorskich Wierchach na Słowacji. Wznosi się w zakończeniu zachodniego grzbietu szczytu Jelenská skala (1153 m). Północne stoki opadają do dna doliny Haliar, południowe tworzą zbocza bezimiennej doliny z dawną kopalnią rudy miedzi Richtárová. Stoki zachodnie opadają do dna Starohorskiej doliny.
Klopačka jest całkowicie porośnięta lasem. Jest łatwo rozpoznawalna, gdyż na jej zachodnich stokach zamontowano maszt przekaźników radiokomunikacyjnych. Szczyt znajduje się w otulinie Parku Narodowego Niżne Tatry i nie prowadzi przez niego żaden szlak turystyczny.